# Alans Siņeļņikovs
Alans Siņeļņikovs (ur. 14 maja 1990 w Rydze) – łotewski piłkarz grający na pozycji pomocnika, reprezentant Łotwy, w kadrze zadebiutował w 2012 roku. Wychowanek klubu JFK Olimps.